# Solange Ghernaouti
Solange Ghernaouti es profesora en la Universidad de Lausana (UNIL) y una experta internacional en cybersegurida y cyberdefensa. Ella colabora regularmente con varias instituciones Europeas, de las Naciones Unidas y gubernamentales así como con corporaciones privadas.
Fue la primera profesora mujer en HEC Lausanne en 1987, Solange Ghernaouti es miembro de la Academia Suiza de ciencias técnicas. Ella lidera un grupo suizo de investigación y auditoría en ciberseguridad llamado Swiss Cybersecurity Advisory and Research Group (SCARG) que ella ha creado y el grupo de investigación de ciencias complejas en la universidad. Ella desarrolló un enfoque interdisciplinario innovador sobre la seguridad nacional al servicio de individuos, organizaciones y estados a niveles estratégicos y operacionales.
Ella es autora de numerosos libros técnicos y populares, además de publicaciones científicas en temas de telecomunicaciones, el control de los riesgos por computadora, Delito informático y el ciberpoder.

## Reconocimientos
- Ex auditora de IHEDN (decreto del 8 de enero de 2014)[4]
- Caballero de la Orden de la Legión de Honor[5] (decreto del 31 de diciembre de 2013)[6]
- Teniente de la gendarmería nacional francesa
- Miembro de la Academia Suiza de Ciencias Técnicas (desde 2013)
- Clasificada entre las 20 mujeres that make Switzerland por Bilan (2012)[7]
- Clasificada entre las 100 mujeres más poderosas de Suiza por la revista Women in Business (2012)
- Clasificada entre las 100 figuras públicas que conforman la Suiza Romanda por l'Hebdo (2011)[8]
- Clasificada entre las 300 figuras más influyentes de Suiza por Bilan (22 de junio de 2011)

## Miscelánea
- Miembro asociado del Centro Geneva para las Políticas de Seguridad Geneva Centre for Security Policy[9]
- Miembro del comité científico del Foro Internacional sobre Tecnología y Seguridad (desde 2015)[10]
- Socio de proyectos Europeos E-Crime[11] y Prismacloud[12] (desde 2014 y 2015 respectivamente)[13]
- Presidente de la Comisión Social de la Universidad de Lausana (desde 2006)[14]
- Presidente de la fundación Erna Hamburger foundation (desde 2012)[15]
- Participante del proyecto Europeo Comunicación Segura basada en Criptografía Cuántica SECOQC (2004-2008)[16]

## Principales Libros
- S. Ghernaouti, Sécurité informatique et réseaux, 4 edición, Dunod 2013 (primera edición 2006)
- S. Ghernaouti, CYBERPOWER: Crime, Conflict and Security in Cyberspace, EPFL Press 2013
- S. Ghernaouti & A. Dufour, “Internet” – Que sais-je?, 11 edición, Presses Universitaires de France 2012
- I. Tashi & S. Ghernaouti-Hélie, Information security evaluation : a holistic approach, EPFL Press 2011
- S. Ghernaouti, A Global Treaty on Cybersecurity and Cybercrime: A Contribution for Peace, Justice and Security in Cyberspace, 2nd edition, Cybercrimedata 2011 (primera edición 2009)
- R. Berger & S. Ghernaouti-Hélie, Technocivilisation : pour une philosophie du numérique, Focus Sciences, PPUR 2010
- S. Ghernaouti, Cybersecurity Guide for Developing Countries, 3rd edition revised and expanded, ITU 2009 (primera edición 2006)
- S. Ghernaouti, Stratégie et ingénierie de la sécurité des réseaux, InterEditions 1998
- S. Ghernaouti & A. Dufour, Enterprise Networks and Telephony from technologies to business strategy, Springer-Verlag 1998
- C. Servin & S. Ghernaouti, Les hauts débits en télécoms, InterEditions 1998
- S. Ghernaouti & A. Dufour, Réseaux locaux et téléphonie, Masson 1995
- S. Ghernaouti, CLIENT / SERVEUR. Les outils du traitement, Réparti coopératif, Masson 1993
- S. Ghernaouti, Réseaux, applications réparties normalisées, Eyrolles 1990